# دزدان دریایی غار سیاه
دزدان دریایی غار سیاه (انگلیسی: Pirates of Black Cove) یک بازی دزد دریایی شکل استراتژی هم‌زمان است که توسط پارادوکس اینتراکتیو در ۲ اوت ۲۰۱۱ منتشر شده‌است.